# 박장희
박장희(朴将熙, 1976년 4월 23일 ~ )은 전 KBO 리그 현대 유니콘스와 우리 히어로즈의 투수였다. 우완 언더핸드이다. 현재 두산 베어스 운영 1팀 과장이다.

## 출신 학교
- 안산 관산초등학교
- 안산 중앙중학교
- 부천고등학교
- 영남대학교